# زیرکونیوم تنگستات

ساختار کریستالی Zr(WO۴)۲

زیرکونیوم تنگستات (به انگلیسی: Zirconium tungstate) با فرمول شیمیایی Zr(WO۴)۲ یک ترکیب شیمیایی است. که جرم مولی آن 586.92 g/mol می‌باشد. شکل ظاهری این ترکیب، پودر سفید است.